# 裁判 (體育)
裁判，是在各种体育比赛中负责维持赛场秩序、执行比赛规则的职位或人物。裁判需要在比赛进行过程中做出各种判决，比如罚球、警告或将球员驱逐出赛场。視乎運動種類的不同，和裁判一起做工作的还有边线员、发号员、计时员、技术官员等。许多国际比赛中的裁判必须从比赛双方的国家以外的第三国中选出，以示獨立、公正和無利益衝突。足球裁判由于多半穿黑色服装，因此经常称为“黑衣判官”，足球裁判的衣袋帶有紅牌及黃牌，以及一张比赛记录卡。

## 起源
足球裁判的起源，是因為最初在足球运动中由两队队长负责解决争端，为了使队长能够专心比赛，所以改为评判员协商解决争端。后来加上了一个第三方的裁判，在评判员无法解决争端后做出判罚。直到1981年，所有的判决都由裁判员做出，而两名评判员则转化为旁證員，现在称为助理裁判。